# Резолюція Ради Безпеки ООН 2231
Резолюція Ради Безпеки ООН 2231 — ухвалена 20 липня 2015 року на підтримку Спільного всеосяжного плану дій стосовно ядерної програми Ірану. Вона визначає процес та графік міжнародних інспекцій а також готує підстави для зняття санкцій ООН проти Ірану. Резолюція була підтримана одноголосно всіма 15 країнами — членами Ради Безпеки. Перед тим вона була узгоджена всіма 5-ма постійними членами Ради Безпеки ООН а також Німеччиною, Європейським Союзом, та Іраном.

## Втрата чинності
Накладені Резолюцією обмеження були обмежені в часі та поступово втрачали чинність. Так, в 2020 році сплив термін обмежень на експорт-імпорт звичайних ракет і ударних БПЛА, 18 жовтня 2023 року сплив термін обмежень на балістичні ракети з ядерними бойовими частинами та їхні пуски (та інші обмеження в додатку Б, параграфи № 3 та № 4 резолюції) а також певні обмеження на експорт-імпорт матеріалів, устаткування, тощо, згідно категорій І та ІІ Режиму контролю ракетних технологій. В жовтні 2025 спливе термін обмежень на ядерні дослідження в Ірані.

## Звинувачення в порушеннях

### Ракетна програма
29 березня 2016 року Сполучені Штати, Велика Британія, Франція та Німеччина надіслали спільного листа генеральному секретарю ООН Бан Кі Муну зі звинуваченням Ірану в невиконанні резолюції 2231 під час проведених ракетних випробувань, які були проведені вже після підписання угоди. В листі було зазначено, що ракети здатні нести ядерні боєголовки. Видання Deutsche Welle з посиланням на неназвані дипломатичні джерела зазначило, що лист не був категоричним, й не може бути використаний для запровадження каральних заходів згідно угоди.

### Війна проти Саудівської Аравії
9 червня 2022 року генеральний секретар ООН Антоніо Гутереш в черговій доповіді Раді Безпеці ООН стосовно ембарго озброєнь Ірану що численні крилаті ракети, використані в 2019 році в атаках на Саудівську Аравію були походженням з Ірану. Іранські крилаті ракети і дрони були застосовані начебто хуситами для ударів по інфраструктурним та енергетичним об'єктах в Саудівській Аравії.

### Участь в російсько-українській війні
На думку українського уряду, постачання безпілотних літальних апаратів серій Mohajer (в тому числі Mohajer 6) і Shahed (в тому числі Shahed 131 та Shahed 136) з Ірану до росії порушує Резолюцію Ради Безпеки ООН 2231. Також дрони Mohajer виробляє компанія Qods Aviation, на яку поширюється положення Резолюції № 2231 про замороження активів. Тому 19 жовтня 2022 року Україна запросила експертів ООН для перевірки походження дронів-камікадзе.
Зокрема, Україна зазначає, що параграф 4 додатку Резолюції Ради Безпеки ООН 2231 забороняє передачу з Ірану всіх предметів, матеріалів, обладнання, товарів і технологій, викладених у додатку S/2015/546, якщо це не схвалено Радою Безпеки в кожному окремому випадку.
Натомість російський представник в ООН Дмитро Полянський заявив, що у випадку участі фахівців ООН в цьому розслідуванні «росія перегляне відносини» з ООН. Іран також засудив українську ініціативу розслідувати походження іранських безпілотників в росії із залученням представників ООН.
19 жовтня 2022 року Верховна Рада України ухвалила постанову, якою засудила передачу озброєнь з Ірану до росії та назвала його співучасником терористичних актів, спрямованих на тотальне знищення українців. Також було згадано збиття цивільного літака компанії МАУ в Тегерані в 2020 році.
Перед тим уряди Сполучених Штатів, Франції та Великої Британії також погодились з тим, що передача дронів-камікадзе порушує дану резолюцію, а Франція закликала Іран припинити підтримку російської війни проти України.
Вранці 20 жовтня 2022 року постійні представники країн ЄС погодили додаткові санкції проти Ірану за передачу озброєнь росії. Новими санкціями заморожено активи для 3 осіб та однієї установи, які є відповідальними за постачання іранських дронів. При цьому ЄС готується поширити ці санкції ще на 4 іранські установи, які вже були включені у попередні санкційні переліки ЄС. Даний крок був засуджений КНР.
Попри заперечення росії та Ірану іранського походження даних літальних апаратів, російський військовий експерт, член громадської ради при російському міністерстві оборони Руслан Пухов у прямому етері російського телеканалу визнав, що «всі навколо знають, що дрони іранські».
Речник Ради національної безпеки США Джон Кірбі повідомив, що за оцінками американського уряду іранські фахівці перебували на території окупованого Криму та допомагали росіянам проводити атаки на Україну. Таким чином, Іран взяв безпосередню участь у війні.
26 жовтня 2022 року на засіданні РБ ООН було розглянуто протест російської федерації проти відправлення фахівців ООН в Україну для встановлення походження іранських дронів-камікадзе. Більшість (щонайменше 10 із 15) членів РБ ООН підтримали місію в Україну.
5 листопада 2022 року Міністр закордонних справ Ірану Хосейн Амір-Аабдоллахіан визнав, що Іран постачав безпілотні літальні апарати росії. За його словами, «невелика кількість» безпілотників була поставлена в росію за кілька місяців до повномасштабного вторгнення. Хоча він заперечив подальші поставки.